# Pearl & Dean
Pearl & Dean — британская компания по рекламе в кинотеатрах, основанная в 1953 году.
Pearl & Dean теперь принадлежит Willowbrook Investments Ltd и контролирует рекламу на многих британских кинотеатрах, включая операторов мультиплексов, таких как Empire, Cineworld, Showcase и AMC; компания также представляет примерно половину независимых кинотеатров Великобритании.

## История
Компания Pearl & Dean была основана в 1953 году Эрни, Чарльзом Перлом и Бобом Дином для продажи рекламы на экранах британских кинотеатров перед показом главного фильма. Идея коротких рекламных роликов, которые быстро стали известны британской киноаудитории, принадлежит Джо Моррису (урожденному Джозефу Иглицкому), одному из внутренних рекламных руководителей Pearl & Dean. Первоначальный штат Pearl & Dean был укомплектован сотрудниками Theater Publicity и Langfords (Rank Organization), которые следовали за директорами, когда они уходили, чтобы сформировать компанию после получения прав на рекламу в ABC Cinemas (эта группа первой приняла рекламу в своих кинотеатры).
В 1966 году Pearl & Dean основали дочернюю компанию под названием Radiovision Broadcast International (RBI), чтобы представлять маркетинговые интересы радио- и телевизионных станций Американской широковещательной компании в Европе. В том же году компания подписала эксклюзивный контракт на продажу рекламного времени на офшорных пиратских радиостанциях Swinging Radio England и Britain Radio. Этот контракт с офшорными станциями вызвал споры из-за отсутствия продаж и привел к громкому банкротству первоначальной лондонской управляющей компании двух офшорных радиостанций, созданной частной инвестиционной группой, сформированной Доном Пирсоном из Истленда, Техас, США.
Pearl & Dean были приобретены British Lion Films в 1969 году после успешного десятилетия для компании, имея 52% доли рынка кинорекламы, конкурируя с Presbury, Faber Advertising Services и Rank Organization. Спустя несколько лет компания была приобретена Mills & Allen. Примерно в то же время Rank приобрел Presbury и Faber. При Mills & Allen их доля упала до 12%, что является рекордным минимумом для компании.
Многие годы Pearl & Dean держали контракт с ABC Cinemas, пока ABC не была куплена Cannon в 1986 году.
В 1993 году Pearl & Dean были приобретены Mediavision, французским подрядчиком по рекламе в кинотеатрах, и их состояние начало улучшаться. В 1999 году компанию выкупила Scottish Media Group (ныне STV Group) за 22 миллиона фунтов стерлингов.
В 2015 году компания снова сменила владельца, и Image Ltd продала свою долю участия Willowbrook Investments Ltd. В рамках смены собственника ирландский медиапредприниматель Дермот Ханрахан стал председателем совета директоров Pearl and Dean. Ханрахан также является председателем компании Wide Eye Media в Ирландии, компании, которая управляет бизнесом, аналогичным Pearl and Dean. Обе компании теперь принадлежат одной и той же группе.
Pearl & Dean поставляла рекламу для кинотеатров Warner Cinemas на протяжении 1990-х и 2000-х годов. Позже Warner была переименована в Warner Village Cinemas, а затем в Vue Cinemas. В январе 2011 года рекламный контракт Vue был передан Digital Cinema Media.
В настоящее время Pearl & Dean поставляет рекламу для британских сетей кинотеатров Empire, Showcase, The Light, многих независимых кинотеатров в Великобритании, а также для мероприятий в рамках pop-up кинотеатров.

### Asteroid
Pearl & Dean известна своей отличительной тематической мелодией под названием Asteroid, написанной в 1968 году Питом Муром, которую можно услышать на веб-сайте Pearl & Dean.